# Cable News Network
La Cable News Network ("Xarxa de Notícies per Cable"), més coneguda com a CNN, és una popular emissora de televisió estatunidenca, propietat del grup Warner Bros. Discovery i que popularitzà el model d'informació contínua durant les vint-i-quatre hores del dia.
Fundada per Ted Turner l'any 1980, fou la primera a emetre notícies de manera ininterrompuda, assolint una gran cobertura per cable i satèl·lit a escala mundial. La xarxa es va posar en marxa el diumenge 1 de juny de 1980 amb una plantilla original de 300 empleats amb seu a la seva seu a Atlanta, i oficines a Chicago, Dallas, Los Angeles, Nova York, San Francisco i Washington DC.
Tot i que CNN ha anat incloent una combinació de notícies i programes especialitzats d'actualitat, Headline News va ser originalment format per centrar-se estrictament en la cobertura de notícies contínua, amb notícies de mitja hora les 24 hores del dia amb segments programats en franges horàries fixes cada mitja hora; com a tal, va ser un dels primers canals de notícies a utilitzar un programa rotatiu. Headline News va reduir la seva cobertura informativa continuada el febrer de 2005, amb la incorporació de programes de discussió de notícies durant el seu horari nocturn.
Des del seu naixement ha ampliat el seu abast a diversos proveïdors de televisió per cable i satèl·lit, llocs web i canals especialitzats de circuit tancat i més de 900 emissores locals afiliades (que també reben notícies i continguts a través del servei de notícies de vídeo CNN Newsource) i diverses xarxes regionals i en llengua no anglesa arreu del món. El 1r de gener de 1982, el canal va llançar una xarxa derivada anomenada CNN2, que posteriorment va ser rebatejada com a Headline News (HLN) l'any següent el gener de 1983. CNN va revolucionar els mitjans informatius, cobrint l'accident del transbordador espacial Challenger el 1986, les protestes de la plaça de Tian'anmen de 1989 i la guerra del Golf el 1991, convertint-se en un model per a la competència, que va llençar MSNBC en 1995, i Fox News Channel, que va començar a emetre en 1996. L'èxit del canal va convertir en un magnat al fundador Ted Turner i va impulsar la compra de la xarxa de Turner Broadcasting System el 1996 pel conglomerat Time Warner, des de 2018 WarnerMedia, que AT&T va fusionar amb Discovery, Inc. formant Warner Bros. Discovery en 2022.
Coincidint amb la fusió d'AOL i Time Warner en 2000 el lideratge de la xarxa va canviar quan el seu president Rick Kaplan va abandonar la CNN i Tom Johnson es va retirar com a executiu en cap l'any 2001 després de 10 anys, coincidint amb la contractació de moltes persones clau com Anderson Cooper, Aaron Brown, Paula Zahn i la recontractació de Lou Dobbs entre 2000 i el 2001, però la nova direcció i l'augment de la competència de Fox News Channel de Rupert Murdoch van provocar un declivi gradual de la cadena durant la dècada de 2000, quan un dels seus canals rendibles, l'emissora de lluita professional WCW, fou tancada i venut al seu principal competidor. L'any 2012 la CNN i 8tv van arribar a un acord de col·laboració a través del qual aquest darrer s'incorpora a la xarxa internacional del canal de notícies nord-americà. El 2013 el canal va començar a afegir documentals i xous d'impacte a la seva programació. En juny de 2021 ocupava el tercer lloc en audiència entre les xarxes de notícies per cable, darrere de Fox News i MSNBC, amb una mitjana de 580.000 espectadors al dia, un 49% menys que un any abans, enmig d'un fort descens d'espectadors a totes les xarxes de notícies per cable. Amb l'adquisició de CNN per part de Chris Licht i Warner Bros Discovery, l'octubre de 2022 es va anunciar que la CNN reduiria les adquisicions i els programes produïts per tercers com a mesura de reducció de costos, i les retallades van començar el mes següent.
Ha rebut nombrosos premis Emmy, i l'any 1997 fou guardonada amb el Premi Príncep d'Astúries de Comunicació i Humanitats.
Des de 2007 premia amb 10.000 dòlars a deu persones que fan contribucions extraordinàries a l'ajuda humanitària i marquen la diferència en les seves comunitats, i una d'elles és escollida com a Heroi de l'any de CNN i rep 100.000 dòlars addicionals per continuar la seva feina.